# Eythora Thorsdottir
Eythora Elisabet Thorsdottir (IJslands: Eyþóra Elísabet Þórsdóttir) (Rotterdam, 10 augustus 1998) is een Nederlandse turnster.

## Biografie
Thorsdottir is een kind van IJslandse ouders en beschikt, naast de Nederlandse, ook over de IJslandse nationaliteit. Ze heeft er voor gekozen voor Nederland uit te komen. Ze begon te turnen voor GV Animo, maakte later de overstap naar Pro Patria in Zoetermeer en nog weer later naar SV Pax in Hoofddorp.
Thorsdottir studeerde aan het Lucia Marthas Institute for Performing Arts.

### Loopbaan
Op het Europees kampioenschap turnen in 2012 maakte ze deel uit van het Nederlandse team bij de junioren en werd tiende in de individuele meerkamp en achtste op de balk. Met het Nederlands team eindigde ze als zesde. In datzelfde jaar werd ze op het NK voor junioren in Rotterdam tweede in de individuele meerkamp, tweede op de balk en eerste op de vloer. Weer een jaar later werd ze nationaal kampioen op elk onderdeel, met uitzondering van vloer. In datzelfde jaar nam ze deel aan het Europees Jeugd Olympisch Festival in Utrecht.
Thorsdottir maakte in 2014 haar debuut op seniorenniveau, maar kwam in haar eerste jaar weinig in actie vanwege een blessure. Een jaar later werkte ze zichzelf in het Nederlandse team. Tijdens een World Cup in Ljubljana won ze op de vloer. Tijdens het Europees kampioenschap in het Franse Montpellier viel ze voor de eerste keer op bij het grote publiek met een twaalfde plaats op de individuele meerkamp. Met het Nederlands team werd ze achtste tijdens het WK turnen in Glasgow, waardoor het Nederlands team zich plaatste voor de Olympische Spelen in Rio de Janeiro. Ze plaatste zich ook voor de balkfinale, maar viel daar van af en eindigde daardoor als achtste.
Op de Spelen eindigde zij in de individuele meerkamp op de negende plaats, de hoogste klassering van een Nederlandse turnster ooit. Met het Nederlands landenteam werd ze zevende.
Op het EK 2017 in Roemenië won Thorsdottir op de balk zilver achter de Roemeense Cătălina Ponor en brons op de vloer. Het EK 2018 in Glasgow miste Thorsdottir vanwege een handblessure. Datzelfde gold voor het WK in Doha. Een jaar later maakte ze een succesvolle rentree met zilver op de vloer tijdens het EK turnen in het Poolse Szczecin Het EK van 2020 ging aan de Nederlandse ploeg voorbij als gevolg van de coronacrisis. Wel nam zij deel aan het WK in 2019 en 2020. Haar opvallendste prestatie was daar een achtste plek met het landenteam.
Thorsdottirs coach Patrick Kiens kreeg in 2020 te horen dat hij niet langer welkom was bij het Nederlandse team. In datzelfde jaar waren er veel onthullingen over grensoverschrijdend gedrag binnen de Nederlandse turnsport. Er waren verschillende klachten over Kiens, maar deze werden ongegrond verklaard. Toch wilde de KNGU niet langer met hem samenwerken. Thorsdottir bleef achter haar trainer staan. In februari 2021 werd er een compromis gesloten. Afgesproken werd dat Thorsdottir individueel blijft trainen onder Kiens en zonder hem de teambijeenkomsten bezoekt. Kiens vertrok een jaar later naar Oostenrijk, waarna Thorsdottir haar carrière vervolgde bij Jeroen Jacobs, een van de begeleiders van de Nederlandse mannenploeg.
Haar beste resultaten in de jaren daarna waren een zevenentwintigste plek in de meerkamp op het Werelkampioenschap en een zesde plek op hetzelfde onderdeel tijdens het Europees kampioenschap een jaar later.

### Privé
Thorsdottir heeft sinds 2017 een relatie met The Voice of Holland-finalist Thijs Pot.
- Nederlandse Thesaurus van Auteursnamen: 40230795X
- Virtual International Authority File: 3563147270507535700002
- WorldCat: E39PBJqBwfkpkRC7gf9CjX3mh3